# Альмендрос
Альмендрос (ісп. Almendros) — муніципалітет в Іспанії, у складі автономної спільноти Кастилія-Ла-Манча, у провінції Куенка. Населення — 295 осіб (2010).
Муніципалітет розташований на відстані близько 90 км на південний схід від Мадрида, 65 км на захід від Куенки.

## Демографія
Динаміка населення (INE ):